# Rifugio Franchetti
Das Rifugio Franchetti (vollständiger Name Rifugio Carlo Franchetti; deutsch Franchettihütte) ist eine Schutzhütte der Sektion Rom des Club Alpino Italiano (CAI) im Gran-Sasso-Massiv im Abruzzischen Apennin. Die in der Regel von Anfang Juni bis Ende September geöffnete Hütte verfügt über 22 Schlafplätze.

## Lage
Die im Nationalpark Gran Sasso und Monti della Laga auf 2433 m s.l.m. gelegene Hütte ist die höchstgelegene Schutzhütte im Gran-Sasso-Massivs und des gesamten Apennins. Sie ist auf einem Grat des Vallone delle Cornacchie benannten Gletscherkars errichtet worden, der das Kar in zwei Teile aufteilt. Das Rifugio liegt etwa 40 Gehminuten unterhalb der Reste des Calderone-Gletschers, des einzigen Gletschers im Apennin. Es ist Ausgangspunkt für die Besteigung des Corno Grande und des Corno Piccolo. Vom Rifugio aus reicht der Blick über die Ausläufer des Abruzzischen Apennins bis zum Adriatischen Meer.

## Geschichte
Das ab 1958 von der CAI Sektion Rom errichtete Rifugio wurde 1960 offiziell eröffnet. Es ist nach dem Alpinisten und Speläologen Carlo Franchetti benannt und nicht zu verwechseln mit dem bis Anfang der 1970er ebenfalls nach ihm benannten Rifugio bei Cortina d’Ampezzo, seitdem unter dem Namen Rifugio Son Forca bekannt. Das Rifugio Franchetti wurde zuletzt 2017 in Teilen renoviert.

## Zugänge
- Von Prati di Tivo, 1450 m ⊙ auf zunächst nicht nummerierten Weg zur Bergstation La Madonnina, dann auf Weg 103 in 2 Stunden
- Von der Bergstation La Madonnina, 2015 m ⊙ auf Weg 103 in 1 Stunde
- Von Campo Imperatore, 2120 m ⊙ auf Weg 101, 103 in 2 ½ – 3 Stunden

## Übergänge und Nachbarhütten
- Zum Rifugio Garibaldi, 2230 m ⊙ auf Weg 103, 101 in 1 ½ Stunden.
- Zum Rifugio Duca degli Abruzzi, 2388 m ⊙ auf Weg 103, 161 in 2 Stunden.
- Zum Bivacco Bafile, 2669 m ⊙ auf Weg 103 und Klettersteig Bafile in 2 ½ Stunden.